# Partido Comunista do Butão (Marxista-Leninista-Maoista)
O Partido Comunista do Butão (Marxista-Leninista-Maoísta), abreviado CPB (MLM), é um partido comunista clandestino no Butão.
O CPB (MLM) visa iniciar uma Revolução de Nova Democracia e derrubar a monarquia butanesa e a Casa Wangchuck. O líder do partido usa o nom de guerre camarada Umesh.

## Formação do Partido
Na década de 1990, povos butaneses de língua nepalesa protestaram contra o governo do Butão exigindo democratização e reformas linguísticas. O governo desalojou à força os manifestantes, que foram colocados em campos de refugiados no leste do Nepal. Aqueles que ficaram enfrentaram discriminação generalizada. Dentro dos campos de refugiados, grupos insurgentes surgiram, incluindo o Partido Comunista do Butão (Marxista-Leninista-Maoísta). O CPB (MLM) foi formado em 22 de abril de 2003, conforme anunciado no site do Partido Comunista do Nepal (Maoísta). 
Um repórter butanês foi preso em janeiro de 2009 depois que as autoridades suspeitaram que ele fosse um membro do CPB (MLM).
Durante a 16ª Associação de Cooperação Regional do Sul da Ásia, a segurança foi reforçada após ameaças do CPB (MLM).

## Forças Tigres do Butão
As Forças Tigres do Butão (FTB) são o braço armado do CPB (MLM), e possuíam, em 2009, entre 600 e 1000 quadros.
O Exército Real do Butão desarmou uma bomba plantada pelas FTB na vila de Phuentsholing, perto da fronteira Butão-Índia, em 25 de abril de 2007. Em 13 de Dezembro do mesmo ano, um refugiado foi ferido em um ataque das FTB no campo de refugiados Beldangi I.
Durante a transição do Butão para uma monarquia constitucional em 2008, os insurgentes do CPB (MLM)/FTB abalaram o Butão com cinco explosões em todo o país, incluindo uma na capital Thimphu. Eles também declararam o início de uma "guerra popular".
Em março de 2008, a polícia butanesa matou cinco homens, suspeitos de serem insurgentes do CPB (MLM), e prendeu mais dezessete em várias operações no sul. As FTB emboscaram e mataram quatro guardas florestais em Singye Dzong em 30 de dezembro de 2008.

## Ideologia
Logo após sua fundação, o CPB (MLM) lançou um programa de dez pontos que delineava suas demandas ao governo. A ideologia do partido é orientada em torno do Marxismo-Leninismo-Maoismo, e seus quadros esperam iniciar uma "guerra popular" e uma "Revolução de Nova Democracia ".
O grupo busca repatriar os refugiados de Lhotshampa e declarar o Butão uma “Democracia Soberana”. O CPB (MLM) também quer transformar o Butão em uma república.

## Conexões internacionais
O CPB (MLM) tem laços estreitos com os maoístas do vizinho Nepal, que o partido considera sua inspiração.  O CPB (MLM) também tem ligações com rebeldes naxalitas no nordeste da Índia, com insurgentes do CPB (MLM) sendo supostamente treinados por esses grupos.  O partido é uma das organizações membro do Movimento Comunista Internacional.